# محاصيل معدلة وراثيا
المحاصيل المعدلة وراثيًا (بالإنجليزية: Genetically modified plants) أو (بالإنجليزية: Transgenic plants) كغيرها من العضويات المعدلة وراثيا، هي نباتات تم تعديل الحمض النووي (دنا) لها باستخدام تقنيات الهندسة الوراثية. ويتمثل الهدف من ذلك في كثيرٍ من الأحيان في منح ذلك النبات محل التعديل خلة جديدة لا يمكن الحصول عليها طبيعيًا في مثل ذلك الصنف من النبات. وتتضمن أمثلة على تلك السمات كلًا من مقاومة آفاتٍ بعينها، أمراضٍ محددةٍ أو حتى ظروفٍ بيئيةٍ، أو إنتاج عوامل دوائيةٍ أو مغذيةٍ معينةٍ من وراء تلك النباتات المعدلة.

## التاريخ

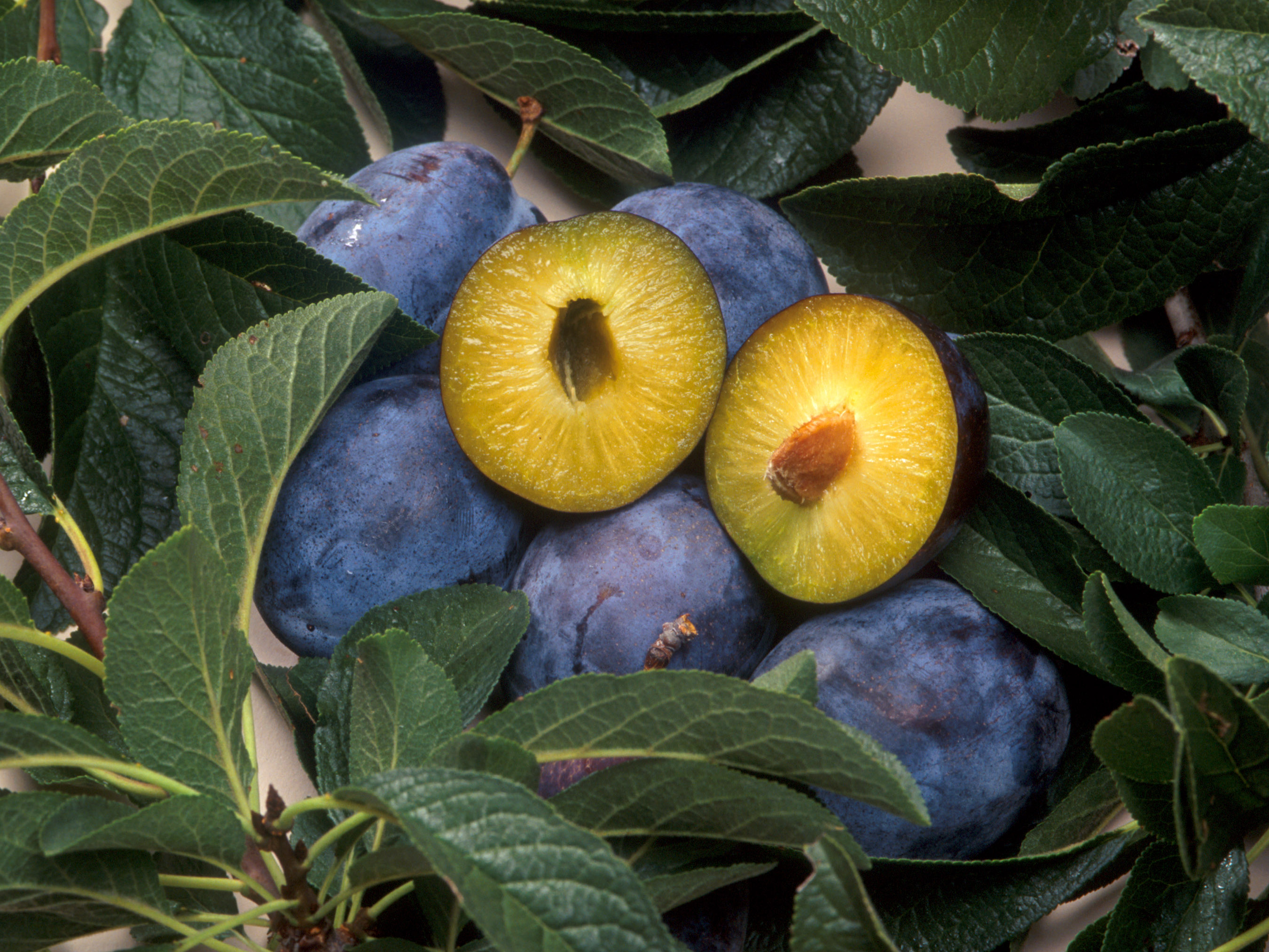
الخوخ (البرقوق) المعدل وراثيًا ليقاوم فيروس جدري البرقوق Plum pox.

نلاحظ هنا وقوع بعض درجات انسياب المورثات الطبيعي فيما بين السلالات النباتية، والذي غالبًا ما يكون نقلًا افقيًا للجينات أو جانبيًا. وتسهل كلٌ من الينقولات، الينقولات الرجعية (بالإنجليزية: Retrotransposon)، الفيروسات الطليعية (بالإنجليزية: provirus) وكذلك باقي العناصر الوراثية المتحركة والتي تنتقل طبيعيًا إلى مواقعٍ جديدةٍ في الجينوم. كما أنها غالبًا ما تنتقل إلى الأجناس الجديدة عبر مقياس زمني تطوري ارتقائي وتلعب دورًا رئيسيًا في إحداث التغييرات الجوهرية الديناميكية للكرموسومات خلال عملية الارتقاء والتطور.
وقد تم دمج بعض صور المواد الوراثية (بالإنجليزية: germplasm) في بعض من الأغذية المشهورة من خلال زارعة المحاصيل التقليدية بواسطة التغلب صناعيًا على عوائق الخصوبة. فعلى سبيل المثال تم إنتاج حبوب القمحيلم المهجنة في عام 1876 من خلال تقاطع كلٍ من القمح والشيلم. ومنذ ذلك الحين، تم إجراء العديد من المحاولات والتجارب الهامة على القمح، ومنها مورثات التقزم ومقاومة أمراض النبات (بالإنجليزية: Plant disease resistance). كما أن كلًا من زراعة الأنسجة النباتية (بالإنجليزية: Plant tissue culture) والطفرات مكنت البشرية من تغيير وتحويل صناعة الجينوم النباتي.
هذا وقد وقعت أولى المحاولات الميدانية لإنتاج النباتات المعدلة وراثيًا في فرنسا والولايات المتحدة الأمريكية في عام 1986 عندما تم هندسة نبات التبغ ليصبح مقاومًا مبيدات الأعشاب. وفي عام 1987، كانت شركة بلانت جينتك سيستمز (بالإنجليزية: Plant Genetic Systems) (الواقعة في خنت في بلجيكا)، والتي أسسها كلٌ من مارك فان مونتيج وجيف شيل، الأولى فيمجال تطوير نباتات (التبغ) المهندسة وراثيًا بالتسامح الحشري من خلال تعبير المورثات المشفرة لبروتينات المبيدات الحشرية من العَصَوِيَّةُ التُّورَنْجِيَّة (بالإنجليزية: Bacillus thuringiensis). كما كانت جموهورية الصين الشعبية بدورها الدولة الأولى في السماح بتجارة النباتات التجارية المهندسة وراثيًا، من خلال إدخال التبغ المقاوم للفيروسات في عام 1992. وكان محصول بندورة (بالإنجليزية: Flavr Savr)، هو أول محصول معدل وراثيًا ومعتمد للبيع في الولايات المتحدة الأمريكية في عام 1994، والذي أثبت أنه يتمتع بفترة حفظ ما قبل البيع أطول من المحصول العادي. هذا وفي العام ذاته، اعتمد الاتحاد الأوروبي نبات التبغ المعدل وراثيًا على أنه مقاوم للمبيد الحشري بروموكسونيل (بالإنجليزية: Bromoxynil)، مما يجعل ذلك النبات أول محصول مهندس وراثيًا ليتم بيعه في الأسواق الأوروبية. أما في عام 1995، تم اعتماد نبات بطاطس بي تي على أنها آمنة من قبل وكالة حماية البيئة الأمريكية (بالإنجليزية: U.S. Environmental Protection Agency)، مما يجعلها أولى المحاصيل المنتجة للمبيد الحشري ليتم اعتمادها في الولايات المتحدة الأمريكية. أما في عام 2009، فقد تم زراعة 11 محصولًا مهندس وراثيًا للأغراض التجارية على نحو 330 مليون فدانًا (134 هكتارًا) في 25 دولةً ومنها على سبيل المثال الولايات المتحدة الأمريكية، البرازيل، الأرجنتين والهند وكندا والصين وباراغواي وجنوب أفريقيا.
وهذا يثبت أن الولايات المتحدة الأمريكية قامت بتبني خطةٍ تقانةٍ أكثر انتشارًا، في لا تمتلك أوروبا سوى عددًا قليلًا من النباتات المهندسة وراثيًا. وذلك باستثناء إسبانيا حيث تمثل الذرة المهندسة وراثيًا خمس إنتاج محصول الذرة فيها، بالإضافة إلى كمياتٍ أقلٍ في خمس دولٍ أخرى. كما كان للاتحاد الأوروبي قد فرض حظرًا رسميًا على الموافقة على المحاصيل المعدلة وراثيًا، حتى تم تغيير ذلك الموقف في عام 2006  في حركةٍ مثيرةٍ للجدل والنقاش. في حين يتم حاليًا تنظيم زراعة المحاصيل المهندسة وراثيًا من قبل الاتحاد الأوروبي.

## التطوير

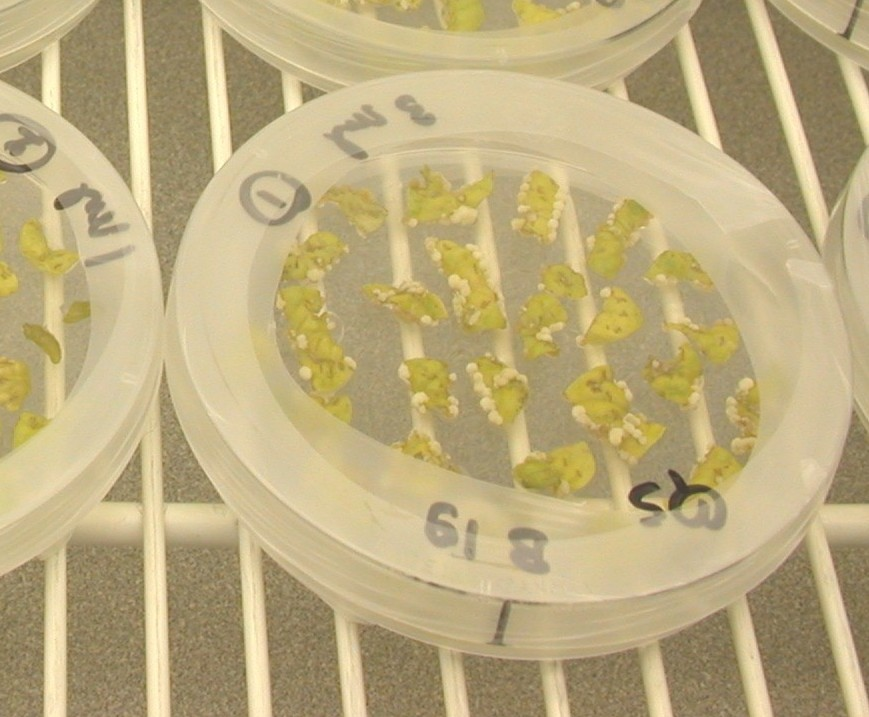
نباتات (Solanum chacoense) المحولة باستخدام أجروباكتيريوم agrobacterium

يتم إنتاج النباتات المعدلة وراثيًا في المعامل بواسطة تحويل البنية الوراثية، غالبًا من خلال إضافة واحدًا أو أكثر من المورثات (الجينات)، من جينوم النبات باستخدام أساليب وفنيات الهندسة الوراثية. إلا أننا نلاحظ أن غالبية النباتات المعدلة وراثيًا يتم إنتاجها بواسطة مدفع جيني، أو بواسطة التحول المعدَّل لبكتريا (باللاتينية: Agrobacterium tumefaciens).
ففي طريقة (بالإنجليزية: biolistic method)، يتم ربط الحمض النووي إلى جسيمات الذهب الصغيرة أو التنجستين والتي يتم «إطلاقها» أو «ضخها» بعد ذلك إلى داخل النسيج النباتي أو الخلايا النباتية الفردية، وذلك تحت ظروف ضغطٍ عالٍ. وتخترق الجسيمات المتسارعة كلًا من جدار وغشاء الخلية. ثم ينفصل الحمض النووي عن المعدن ويندمج ضمن جينوم النبات داخل النواة. حيث تم طبيق تلك الطريقة بنجاحٍ في العديد من المنتجات الزراعية، وبخاصةً تلك النباتات أحادية الفلقة كالقمح أو الذرة، والتي تعد طريقة التحول الجيني باستخدام  Agrobacterium tumefaciens  أقل نجاحًا معها. إلا أن أكثر المساويء الظاهرة والرئيسية لتلك الطريقة تتمثل في الضرر الخطير الذي يمكن أن تُحدثه للنسيج الخلوي.
وتُعَد الأغروبكتريا (Agrobacteria) طفيلياتٍ نباتيةٍ طبيعيةٍ، وتُستخدم قدرتها الطبيعية على نقل وتحويل الجينات بهدف تطوير وتنمية النباتات المعدلة وراثيًا. حيث تقوم تلك الأجروبكتريا بدمج المورثات داخل المضيف من النباتات بهدف إنتاج بيئةٍ مناسبةٍ لنفسها، مما يسفر عن تكاثر خلايا النبات بالقرب من مستوى التربة. كما أن المعلومات الوراثية لنمو الورم يتم تشفيرها على جزيئة (قطعة) حمض نووي دائرية ومتحركة (يُطلق عليه البلازميد). فعندما تعدي الأجروبكتريا نباتًا ما، فهي تنقل هذا التي دنا (بالإنجليزية: T-DNA) إلى موقع عشوئي في جينوم النبات. فعندما يُستخدم في الهندسة الوراثية، يتم إزالة أو محو (التي دنا) من البلازميد النباتي ويحل محله المورث (الجين) الغريب المرغوب استخدامه هنا. مما يجعل من البكتريا ممثلةً للناقل، ممكنةً من تحقيق عملية نقل الجينات الأجنبية المرغوبة إلى داخل النبات. وتعمل تلك الطريقة خاصةً بصورةٍ جيدةٍ مع النباتات ثنائية الفلقة والتي منها البطاطس، الطماطم، والتبغ. إلا أن طريقة عدوى الأجروبكتريا تكون أقل نجاحًا في حالات المحاصيل والتي منها القمح والذرة.
مما يجعل الهدف من وراء تنمية وتطوير النباتات المعدلة وراثيًا يتمثل في تحسين فترة الصلاحية ومقاومة المرض (بالإنجليزية: Disease resistance) ومقاومة المبيدات الحشرية (بالإنجليزية: Pesticide resistance)، بالإضافة إلى مقاومة الآفات (بالإنجليزية: Pest resistance). كما أن النباتات المعدلة وراثيًا للتسامح والتوافق مع مقاومة الإجهادات (بالإنجليزية: Stress resistances) أو الإجهادات اللاأحيائية (بالإنجليزية: Abiotic stress)، والتي منها الجفاف، الصقيع ونقص النيتروجين أو مع تزايد القيمة النيتروجينية (بالإنجليزية: Biofortification) (ومنها على سبيل المثال الأرز الذهبي. حيث من المقصود لأجيال المستقبلية من اللنباتات المعدلة وراثيًا أن تكون ملائمة لظروف البيئة الشاقة أو يتم تحسينها بهدف إنتاج الطاقة الحيوية أو الوقود الحيوي. إلا أنه وبسبب التكلفة العالية لإجراء الأبحاث وعملية الزراعة، فإن غالبية المحاصيل المعدلة وراثيًا في مجال الزراعة تتمثل في المحاصيل النقدية والتي منها على سبيل المثال فول الصويا، الذرة، القطن واللفت. هذا وقد جاء في التقارير في عام 2009، على الرغم من ذلك، أن بعض الكميات القليلة من عمليات الزراعة للأغراض التجارية قد تم زراعتها من نباتات بنجر السكر، البابايا، الكوسة (القرع)، الفلفل الحلو، الطماطم، زهور البتونيا، القرنفل، الورود، وشجر الحور. هذا وقد هدفت بعض الأبحاث وأعمال التطوير تحسين استيلاد المحاصيل (بالإنجليزية: Plant breeding) والتي تمثل أهميةً محليةً في الدول النامية، ومن تلك الأبحاث على سبيل المثال تحسين سلالات اللوبياء الظفرية المقاومة للحشرات في أفريقيا  والباذنجان المقاوم للحشرات في الهند.
ونلاحظ أن التبغ ونبتة أرابيدوبسيس ثاليانا (باللاتينية: Arabidopsis thaliana) هما أكثر النباتات المعدلة وراثيًا في الأبحاث، حيث يرجع ذلك إلى طرق التحول والانتقال جيدة التطوير الناجحة، بالإضافة إلى كلٍ من التكاثر السهل والجينومات جيدة الدراسة والفحص. ومن ثم، فهي تلعب دور أمثلة النباتات النموذجية لباقي السلالات النباتية الأخرى. هذا وقد اسْتُخْدِمَت النباتات المعدلة وراثيًا لأغراض المعالجة الحيوية للتربة الملوثة. حيث أُمْكِن إزالة كلٍ من الزئبق، السيلينيوم، والملوثات العضوية مثل ثنائي الفينيل متعدد الكلور من التربة باستخدام النباتات المعدلة وراثيًا المحتوية على مورثات الإنزيمات البكتيرية.

## أنماط العمليات المستخدمة في الهندسة الوراثية للنبات

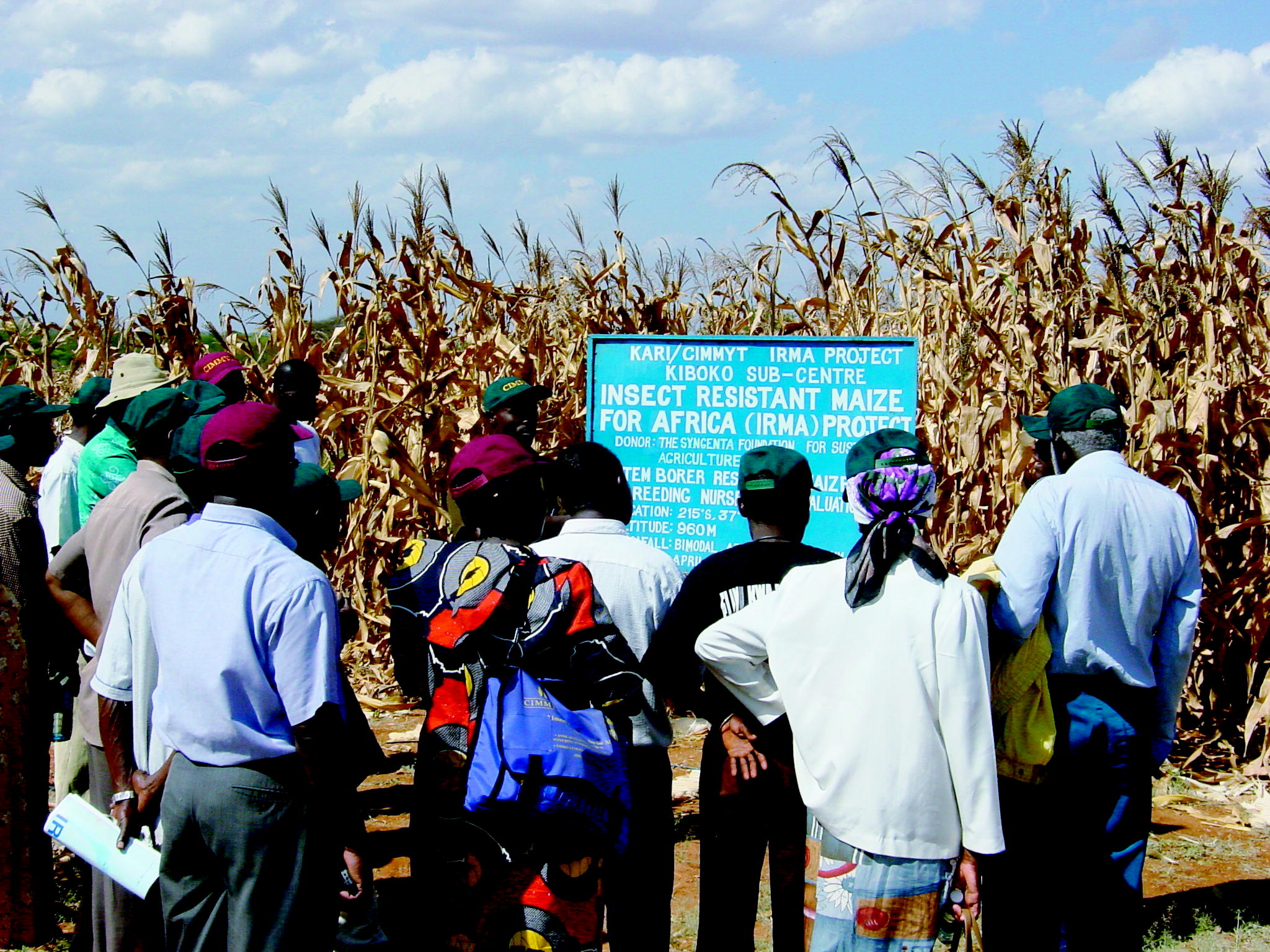
الذرة المعدل وراثيًا المحتوي على مورثٍ (جينٍ) من بكتريا العَصَوِيَّةُ التُّورَنْجِيَّة.

تتسم النباتات المعدلة وراثيًا بوجود بعض المورثات المحقونة داخلها والتي تم نقلها إليها من سلالاتٍ أخرى. حيث يمكن الحصول على تلك المورثات (الجينات) المحقونة إما من ضمن نفس المملكة (من نبات إلأى نبات) أو فيما بين الممالك (من بكتريا إلأى النبات). ويجب أن يتم تعديل الدنا المحقون في العديد من الحالات بصورةٍ طفيفةٍ بهدف التعبير الجيني بكفاءةٍ ودقةٍ في الكائن الحي المضيف. وتُسْتَخْدَمُ النباتات المعدلة وراثيًا للتعبير عن البروتينات مثل سموم البكاء من العصوية التورنجية، الجينات المقاومة لمبيدات الأعشاب والمستضدات من التطعيمات.
هذا ويمكن الحصول على النباتات المهجنة عن طريق عملية (بالإنجليزية: Intragenesis) أو (بالإنجليزية: Cisgenesis) بواسطة استخدام المورثات (cisgene) الموجودة ضمن نفس السلالة أو تلك القريبة منها، حيث تقع عملية تربية النبات التقليدية. وهنا يوضح بعض المزارعين والباحثين أن مثل تلك التعديلات التهجينية (متماثلة التركيب الداخلي) لها أهميتها للنباتات التي يصعب تهجينها باستخدام الطرق التقليدية (ومن أمثلتها البطاطس)، بالإضافة إلى أن تلك النباتات التي تنتمي إلى التصنيف متماثل التركيب الوراثي لا تتطلب نفس مستوى التنظيم أو الترشيع القانوني كباقي العضيات المعدلة وراثيًا.
ويتم هندسة النباتات وراثيًا في مجال الأبحاث بغرض اكتشاف وظائف جيناتٍ محددةٍ. ولعل أحد السبل لتحقيق ذلك تتمثل في القضاء (بالإنجليزية: knockout) على الجين مصدر الاهتمام وملاحظة ما يقوم النمط الظاهري بتطويره. في حين تتمثل إحدى الطرق الأخرى في ربط الجين بمحفزٍ قويٍ وملاحظة ماذا سيحدث عندما يتم زيادة تعبيره. ومن الأساليب الشائعة المستخدمة لاكتشاف أين يتم التعبير عن الجين يتمثل في ربطه إلى نظام تقرير gus (بالإنجليزية: GUS reporter system) أو إلى الجين المراسل (بالإنجليزية: reporter gene) والذي يسمح بتصور الموقع.
كما استخدم أول محصولٍ معدل وراثيًا لأغراضٍ اقتصاديةٍ (طماطم Flavr Savr) تقانة انتقال المعلومات الجينية (بالإنجليزية: RNA interference)، حيث يتماثل أو يتوافق الدنا المدمج (المحقون) مع جينٍ داخليٍ موجودٍ بالفعل داخل جسم النبات. حيث عندما يتم التعبير عن الجيمن المحقون هذا، يصبح له القدرة على قمع أو كبح ترجمة البروتين الداخلي. وهنا يتم تطوير أنظمة المضيف لتسليم انتقال المعلومات الجينية، حيث يُعَبِّرُ النبات عن الدنا (الحمض النووي الذي سيتداخل مع تخليق البروتين الحيوي للحشرات، الديدان وباقي الطفيليات الأخرى. مما قد يتيح طريقةً جديدةً لحماية النباتات من الآفات.

### أمثلة النباتات المعدلة وراثيًا
- البندورة المعدلة وراثيًا
- الذرة المعدلة وراثيًا
- فول الصويا المعدل وراثيًا

## تنظيمات وتشريعات النباتات المعدلة وراثيًا
ففي الولايات المتحدة، تقوم هيئة الإطار المنسق لتشريع التقانة الحيوية نسخة محفوظة 9 أبريل 2006 على موقع واي باك مشين. بضبط تشريع وتنظيم إنتاج العضيات الحية المعدلة وراثيًا، والتي منها النباتات. وتتضمن الوكالات الثلاثة ما يلي:
- برنامج خدمة التفتيش الصحي للحيوان والنبات (بالإنجليزية: Animal and Plant Health Inspection Service) التابعة لوزارة الزراعة الأمريكية (بالإنجليزية: USDA) – والذين صرحوا في بيانٍ أن:

يُعَد جهاز خدمة التفتيش الصحي للحيوان والنبات (APHIS) التابع لبرنامج الخدمات التشريعية للتقانة الحيوية (Biotechnology Regulatory Services) التابع لوزارة الزراعة الأمريكية مسؤولًا عن تنظيم وتشريع إنتاج (أهمية، التحركات داخل الولاية، والمخرج الحقلي) للكائنات الحية العضوية المعدلة وراثيًا والتي تكبح من مخاطر الآفات النباتية. ويمارس برنامج الخدمات التشريعية للتقانة الحيوية هذه السلطة من خلال التشريعات التي يصدرها جهاز خدمة التفتيش الصحي للحيوان والنبات في الفقرة السابعة، قانون التشريعات الفيدرالية، المادة 340 تحت قانون حماية النبات لعام 2000. ويحمي جهاز خدمة التفتيش الصحي للحيوان والنبات الزراعة والبيئة من خلال ضمان أن التقانة الحيوية يتم تطويرها وتوظيفها بصورةٍ آمنةٍ. فمن خلال إطارٍ تشريعيٍ قويٍ، يضمن برنامج الخدمات التشريعية للتقانة الحيوية تقديمًا آمنًا وسليمًا للنباتات المعدلة الوراثية الجديدة مع توفير السبل الآمنة الضرورية اللازمة لتحقيق ذلك للوقاية من مخاطر التسريح المفاجيء لأي مادةٍ معدلةٍ وراثيًا. هذا وقد شرع ونظم جهاز خدمة التفتيش الصحي للحيوان والنبات صناعة التقانة الحيوية منذ عام 1987 بالإضافة إلى أنه تولى سلطة إجاء أكثر من 10.000 اختبارًا حقليًا لعضيات الحية المعدلة الوراثية. ولتأكيد أهمية دور ذلك البرنامج، قام بتأسيس برنامج الخدمات التشريعية للتقانة الحيوية في أغسطس 2002 من خلال دمج الوحدات التي داخل الوكالة والتي تختص بالتعامل مع تنظيم وتشريع التقانة الحيوية. التقانة الحيوية، التشريع الفيدرالي، ووزارة الزراعة الأمريكية، فبراير 2006، صحيفة وقائع جهاز خدمة التفتيش الصحي للحيوان والنبات – التابع لوزارة الزراعة الأمريكية.
- وكالة حماية البيئة الأمريكية (بالإنجليزية: United States Environmental Protection Agency) – تقوم التأثيرات البيئية المتوقعة، خاصةً بالنسبة للجينات التي تشفر لصالح إنتاج المبيد الحشري.
- الإدارة الأمريكية للطعام والدواء (بالإنجليزية: Food and Drug Administration) التباعة لوزارة الصحة والخدمات الإنسانية الأمريكية (بالإنجليزية: United States Department of Health and Human Services) - تقوم بتقويم المخاطر الصحية الإنسانية لو قُصِدَ من النباتات الاستهلاك البشري.

## السلامة الحيوية
انظر أيضًا: سلامة حيوية (بالإنجليزية: Biosafety)
للنباتات المعدلة وراثيًا القدرة على نقل الجين المنقول إلى نباتاتٍ أخرى أو- نظريًا- حتى للبكتريا. ونلاحظ أن الجين المنقول له دوره في تحديد أو تشكيل المخاطر التي قد تقع على البيئة من خلال تغيير تركيب النظام البيئي المحلي. نتيجةً لذلك، ففي معظم الدول لابد من وجود مجموعةٍ من الدراسات البيئية المطلوبة قبيل الموافقة على استخدام النباتات المعدلة وراثيًا لأغراضٍ تجاريةٍ، بالإضافة إلى خطة ضبط ورقابة للتعرف على التأثيرات المحتملة والتي لم يكن من الممكن التنبؤ بها وتوقعها قبيل الموافقة على الاستخدام.
إلا أن أبحاثًا قليلةً تم إجرائها على كلٍ من صحة الإنسان والحيوان. على الرغم من ذلك، ففي أغلبية البلاد يتم اختبار وفحص كل نباتٍ معدل وراثيًا في تجارب تغذيةٍ لإثبات سلامتها، وذلك قبيل اعتمادها للاستخدام أو التسويق. مع ملاحظة أن مشروع (سلامة الكائنات الحية المعدلة وراثيًا) (بالإنجليزية: GMO-Safety) يجمع ويُقَدِّم الأبحاث القائمة على سلامة التقانة الحيوية على العضيات المعدلة وراثيًا مع استعراض المزيد من المعلومات حول ذلك الموضوع. 
هذا ويمثل التأثير المحتمل على الأنظمة البيئية المجاورة واحدًا من أكثر المقالق العظيمة المصاحبة للنباتات المعدلة وراثيًا.
كما أن للجينات المنقولة القدرة على التأثير البيئي بصورةٍ واضحةٍ لو تزايدت النباتات تكراريًا وأصرت على تواجدها في محيط الوسط البشري الطبيعي. مما يجعلنا نلاحظ أن تلك المقالق شبيهةٌ بالأخرى المحيطة بتربية النباتات المروعة بالسبل التقليدية. ومن ثم يجب مراعاة العديد من عوامل المخاطر والتي منها:
- هل النبات المعدل وراثيًا قادرٌ على النمو خارج المساحة المزروعة؟
- هل يمرر النبات المعدل وراثيًا جيناته إلى السلالات المحلية البرية، وأن السلالات المنتَجَة مخصبةٌ كذلك؟
- هل يوفر تقديم جينًا منتقلًا ميزةً انتقائيةً للنبات أو للهجائن في الحياة البرية؟

كما أن العديد من النباتات الإقليمية لها القدرة على التزاوج والتهجين مع أقربائها من النباتات البرية عندما تنمو في الجوار، كما أنه مهما كانت الجينات التي تشتمل عليها النباتات المزروعة، فلها القدرة على أن تنتقل وتمرر إلى النباتات المهجنة. حيث ينطبق هذا بصورةٍ متساويةٍ على كلٍ من النباتات المعدلة وراثيًا والنباتات المرزوعة بالسبل التقليدية، ففي الحالتين كلتيهما، توجد جيناتٍ مميزةٍ قد يكون لها بعض التوابع السلبية على النظام البيئي المحيط في حال تم إطلاقها (النباتات) إليه. إلا أن هذا لا يمثل مقلقًا هامًا، على الرغم من المخاوف القائمة حول غزو نمو «الأعشاب الضخمة المتحورة» في الحياة البرية المحلية: على الرغم من أن النباتات المهجنة بعيدةٌ عن الشاذ، إلا أنه في أغلب الحالات لا تكون تلك التهجينات مثمرةً بسبب تعدد الصبغات (بالإنجليزية: Polyploid)، ومن ثم فلن تتكاثر أو تستمر في التواجد بعد أن يتم إزالة النبات المحلي الأصلي من البيئة. على الرغم من ذلك، فإن هذا لا ينفي احتمالية وجود تأثير سلبي لتلك النباتات.
ففي بعض الحالات، قد يسافر اللقاح المستخلص من النباتات المحلية أميالًا عدةً بواسطة الرياح قبيل تخصيب نباتٍ آخرٍ. ما يجعل من الصعب تقييم الضرر المتوقع من وراء عملية التهجين؛ حيث أن العديد من المهجنات المتصلة بعيدةٌ عن موقع الاختبار. فمن ضمن الحلول الموضوعة محل الدراسة لمثل هذه المقالق أنظمةٌ مصممةُ للوقاية من نقل الجينات المنقولة، مثل الجين الإنهائي، والتحول الجيني للصانعات اليخضورية فقط، ومن ثم فلن تحمل الجين المنقول سوى بذور النبات المعدل وراثيًا. وبمراعاة الطريقة الأولى السابقة، نجد أن هناك بعض الجدل القائم بأن تلك الفنيات قد تكون غير منصفةٍ وقد تلزم الاعتماد على إجراءاتٍ للحصول على البذور المتاحة للمزارعين الفقراء، بينما قد لا ترتبط تلك الطريقة اللاحقة (الأخيرة) بنفس مصادر القلق، إلا أنها تواجه معيقاتٍ فنيةٍ والتي ما زالت في حاجةٍ إلى أن يتم التغلب عليها. إلا أن البرامج البحثية الممولة من قبل الاتحاد الأوروبي قامت بتطوير العديد من الحلول ومن تلك البرامج Co-Extra و Transcontainer.
يتواجد مساران متاحان للتهجين، يؤديان إلى الهروب من الجين المنقول:
- التهجين بنباتات المحاصيل غير المعدلة وراثيًا لنفس الصنف والنوع.
- التهجين بالنباتات البرية لنفس الأصناف.
- التهجين بالنباتات البرية للأصناف القريبة شبيهة، غالبًا ما تكون نفس الجنس.

على الرغم من ذلك، توجد بعض العوامل التي يجب توفيرها ليتم إنتاج النباتات المهجنة:
- يجب أن تكون النباتات المعدلة وراثيًا قريبةً بدرجةٍ كافيةٍ للأأصناف البرية من أجل أن يصل اللقاح إلى النباتات البرية.
- يجب أن تذهر النباتات البرية والمعدلة وراثيًا في الوقت ذاته.
- يجب أن تكون النباتات البرية والمعدلة وراثيًا متوافقة جينيًا.

ولتظل باقية ومستمرة في التواجد، يجب أن يكون النتاج المهجن متسمًا بـ:
- حيوي (قابل للحياة) ومخصب.
- حاملًا للجين المنتقل.

كما اتقرحت الدراسات القائمة أن مسار الهروب المتاح للنباتات المعدلة وراثيًا سيكون من خلال التهجين مع النباتات البرية ذات السلالات أو الأصناف المرتبطة القريبة.
1. من المعروف أنه وُجِدَ أن بعض نباتات المحاصيل تهجن مع نظرائها البرية.
2. من المفهوم، كجزءٍ أساسيٍ من علم الوراثة التجمعي، أن انتشار الجين المنتقل في التجمع البري سيرتبط بصورةٍ مباشرةٍ بتأثيرات الكفاءة لهذا الجين بالإضافة إلى معدل تدفق المورث (الجين) إلى التجمعات. حيث نلاحظ أن الجينات الملائمة المفيدة سينتشر بسرعةٍ، الجينات المحايدة ستنتشر ولكن مع انحرافٍ وراثيٍ، كما أن الجينات غير الملائمة ستنتشر فقط في تدفقٍ مستمرٍ.
3. هذا وما زالت التأثيرات البيئية للجين المنقول غير معلومةٍ، إلا أنه من المقبول بصورةٍ عامةٍ أنه فقط تلك الجينات التي تحسِّن الكفاءة بالنسبة إلى العوامل اللاأحيائية هي من سيمنح النباتات المهجنة مزايا كافية لتصبح حشيشية (أي قابلة للنمو في أي حقل) أو غازية (مجتاحة). ونلاحظ أن العوامل اللاأحيائية هي عبلرة عن أجزاءٍ من النظام البيئي القائم والتي تتسم بأنها غير حيةٍ، والتي منها المناخ، الملح والمحتويات المعدنية، ودرجة الحرارة. مما قد يسفر تعكير الجينات المحسنة للكفاءة بالنسبة للعوامل اللاأحيائية من توازن (وفي بعض الأحيان تسبب هشاشة) النظام البيئي. فعلى سبيل المثال، نباتٌ بريٌ يستقبل جسنًا مقاومًا للآفات من نباتٍ معدل وراثيًا قد يصبح في حد ذاته مقاومًا للحشرات الطبيعية القائمة عليه، ولنقل مثلًا الخنفساء. مما قد يسمح للنبات بالتزايد في التكرار، بينما قد تتناقص في الوقت ذاته الحيوانات الأعلى في السلسلة الغذائية، والتي تعتمد بصورةٍ جزئيةٍ على الخنافس كمصدرٍ للغذاء، بصورةٍ مطردةٍ. على الرغم من ذلك، فمن المستحيل التنبؤ بسرعةٍ بالآثار المحددة الدقيقة للجين المنقول مع المزايا الانتقائية في البيئة الطبيعية.

كما أنه من الضروري الإشارة إلى الإجراءات الملحة التي تتخذها الحكومات في الدول النامية في غضون العقود القليلة الماضية.

## الآثار الزراعية للنباتات المعدلة وراثيًا
لا تفرض عملية تهجين النباتات المعدلة وراثيًا مخاطرًا بيئيةً محتملةً فقط، إلا أنها قد تتسبب في إزعاجٍ للمزارعين ومنتجي الأغذية. مما دعى العديد من الدول ليكون لها تشريعاتها الخاصة بالنباتات المعدلة وراثيًا والتقليدية في الوقت ذاته بالإضافة إلى الأطعمة والأغذية المشتقة منها، كما أن المستهلكين يطالبون بحرية الاختيار لشراء المنتجات التقليدية أو المشتقة من النباتات المعدلة وراثيًا. مما يتطلب توافر مقاييس ومعايير التعايش (بالإنجليزية: Co-existence of genetically modified and conventional crops and derived food and feed) على المستوى الحقلي بالإضافة إلى توفير مقاييس تتبع الكائنات الحية المعدلة وراثيًا عبر كامل سلسلة صناعة الغذاء والأعلاف. وتقوم العديد من المشروعات البحثية مثل Co-Extra، SIGMEA وTranscontainer بالبحث والاستقصاء في كيفية قيام المزارعين بتجنب تهجين وخلط المحاصيل المعدلة وراثيًا وغير المعدلة وراثيًا، بالإضافة غلى كيفية ضمان صانعي المنتجات الغذائية والأعلاف وتنويعهم في السبل المستخدمة لعزل سلسلتي الإنتاج كلتيهما.

## التعايش والتتبع
يطالب المستهلكون في العديد من دول العالم وخاصةً دول الإتحاد الأوروبي بالاختيار بين الأطعمة المشتقة من النباتات المعدلة وراثيًا والنباتات المزروعة بصورةٍ اصليةٍ تقليديةٍ. ما يتطلب عملية تصنيفٍ بالملصقات بالإضافة إلى الفصل الموثوق للمحاصيل معدلة وراثيًا عن المحاصيل الأخرى المزروعة بصورةٍ تقليدية. على المستوى الحقلي وعبر سلسلة الإنتاج كاملةً.
هذا وقد أوضحت الأبحاث التي يتم إجراؤها أن التعايش يمكن إدراكه بواسطة العديد من المعايير الزراعية، والتي منها على سبيل المثال المسافات العازلة للنباتات المعدلة وراثيًا (بالإنجليزية: Isolation distance for genetically modified plants) أو استراتيجيات الاحتواء الحيوي (بالإنجليزية: Biological containment). 
أما بالنسبة لتتبع الكائنات الحية المعدلة وراثيًا، فقد قامت منظمة التعاون والتنمية الاقتصادية بتقديم «معرِّفٍ فريدٍ» والذي يتم منحه لأية منظمةٍ غير حكوميةٍ عندما يتم اعتمادها. حيث يجب تمرير هذا المعرِّف الفريد في كل مرحلةٍ من مراحل العملية.
كما قامت العديد من الدول بتشكيل تشريعات التصنيف والملصقات بالإضافة إلى الدلائل التوجيهية حول عمليتي التعايش والتتبع. كما استهدفت بعض المشاريع البحثية مثل Co-Extra، SIGMEA و Transcontainerبحث واستقصاء الطرق المحسَّنة لضمان التعايش ومنح أصحاب المصالح الأدوات اللازمة لتنفيذ كلٍ من التعايش والتتبع.

## وصلات خارجية
- حرم مناقشة الكائنات المعدلة وراثيًا: الأخبار وخلفيات العلمية حول النباتات المعدلة وراثيًا، متضمنةً قواعد البيانات حول النمباتات المعتمدة في الاتحاد الأوروبي.
- سلامة الكائنات الحية المعدلة وراثيًا: أبحاث حول السلامة الحيوية.
- Co-Extra: دراسات بحثية على التعايش والتتبع
- SIGMEA: دراسات بحثية عن الدخول الآمن للكائنات المعدلة وراثيًا في الزراعة الأوروبية. نسخة محفوظة 3 ديسمبر 2006 على موقع واي باك مشين.
- Transcontainer: دراسات بحثية عن الاحتواء الحيوي للجينات المنقولة.
- قاعدة بيانات منتج OECD BioTrack للمعرِّفات الفريدة.